# El Alambrado
El Alambrado es una localidad del municipio de Centro ubicado en la subregión centro del estado mexicano de Tabasco.

## Geografía
La localidad de El Alambrado se sitúa en las coordenadas geográficas 18°09′42″N 92°47′27″O / 18.161667, -92.790833, a una elevación de 9 metros sobre el nivel del mar.

## Demografía
Según el Conteo de Población y Vivienda 2020, efectuado por el Instituto Nacional de Estadística y Geografía, la localidad de El Alambrado tiene 1,123 habitantes, de los cuales 534 son del sexo masculino y 589 del sexo femenino. Su tasa de fecundidad es de 1.91 hijos por mujer y tiene 260 viviendas particulares habitadas.
| Gráfica de evolución demográfica de El Alambrado entre 1990 y 2020 |
|                                                                    |
| INEGI.                                                             |